# 수질오염공정시험기준
수질오염공정시험기준(水質汚染公定試驗基準,이하 공정시험기준)은 '환경분야 시험·검사 등에 관한 법률' 제6조에 따라 수질오염물질을 측정함에 있어 측정의 정확성 및 통일성을 유지하기 위하여 필요한 제반사항에 대하여 규정함을 목적으로 한다. 따라서 수질관련 측정망의 계획 및 수립 그리고 이의 측정을 통해 수질환경의 바람직한 설계 및 실행의 주요한 기본 프레임워크를 제공한다.

## 적용범위
환경정책기본법 제10조 환경기준 중 하천 및 호소에 대한 수질기준의 적합여부, 동법 제12조 제3항 폐수종말처리
시설의 방류수수질기준,제21조의 2 물놀이 등의 행위제한  권고기준 및 제32조 배출허용기준의 적합여부,
하수도법 제7조 방류수수질기준의 적합여부, 가축분뇨의 이용 및 관리에 관한 법률 제13조의 방류수수질기준의 적합여부 , 지하수법 제20조 지하수의 수질기준 적합여부 등은 공정시험기준에 따라 시험판정하도록 되어있다.

## 같이 보기
- 지구과학